# Simpang Nibung
Simpang Nibung is een bestuurslaag in het regentschap Sarolangun van de provincie Jambi, Indonesië. Simpang Nibung telt 1825 inwoners (volkstelling 2010).